# Quận Hamilton, Ohio

Bản đồ Ohio có Quận Hamilton được tô đậm

Quận Hamilton là quận cực tây nam của tiểu bang Ohio, Hoa Kỳ. Quận lỵ là thành phố Cincinnati, trung tâm của vùng Đại Cincinnati trực thuộc ba tiểu bang. Với dân số 845.303 người (năm 2000), đây là quận đông dân thứ ba của Ohio. Quận này được đặt tên theo Alexander Hamilton, Bộ trưởng Ngân khố Hoa Kỳ đầu tiên.

## Địa lý

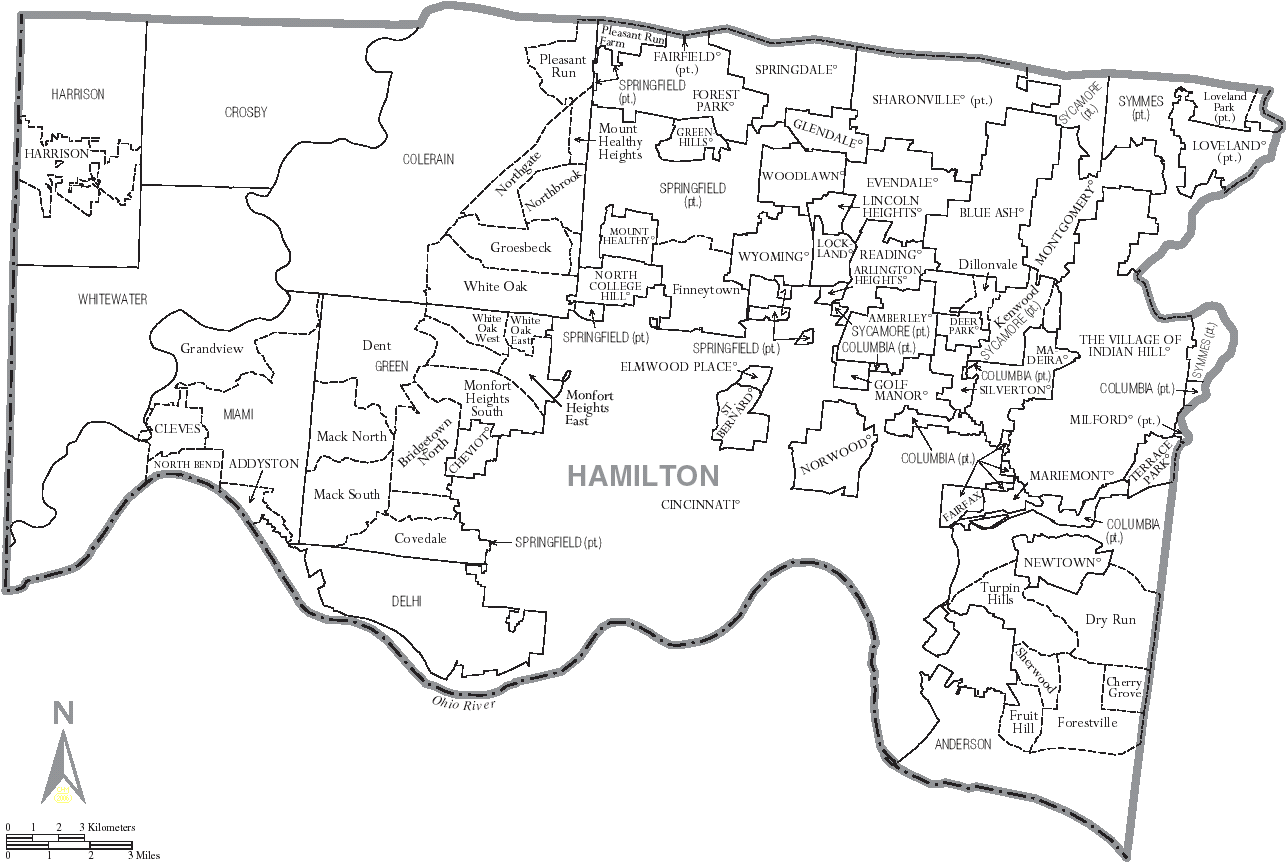
Bản đồ các thành phố, làng, và xã trực thuộc Quận Hamilton

Theo Cục Thống kê Dân số Hoa Kỳ, quận có tổng diện tích 1.069 kilômét vuông (413 dặm vuông Anh), trong đó có 1.055 km2 (407 dặm vuông Anh) là diện tích mặt đất và 14 km2 (5 dặm vuông Anh) hay 1,31% là diện tích mặc nước.
Quận này là trung tâm của vùng kinh tế Đại Cincinnati trực thuộc ba tiểu bang Ohio, Kentucky, và Indiana. Nó giáp với Quận Butler, Ohio về phía bắc; Quận Warren, Ohio về phía đông bắc; Quận Clermont, Ohio về phía đông; Quận Boone, Kentucky về phía tây nam; Quận Kenton, Kentucky về phía nam; Quận Campbell, Kentucky về phía đông nam; và Quận Dearborn, Indiana về phía tây.
Quận Hamilton nằm trong vùng đất đồi thoai thoải của lưu vực sông Ohio và các sông nhánh. Đại sông Miami, sông Miami nhỏ, và nhánh sông Mill cũng uốn nắn các đồi và thung lũng. Điểm thấp nhất trong tiểu bang cũng là điểm cực tây nam, thuộc Xã Miami; ở đây, Ohio và Indiana giáp nhau tại cửa đại sông Miami giáp với sông Ohio.

### Các thành phố
| - Bắc College Hill (North College Hill) - Blue Ash - Cheviot - Cincinnati - Deer Park - Fairfield - Forest Park | - Harrison - Làng Indian Hill (Village of Indian Hill) - Loveland - Madeira - Milford - Montgomery - Mount Healthy | - Norwood - Reading - Sharonville - Silverton - Springdale - St. Bernard - Wyoming |

### Các làng
| - Addyston - Arlington Heights - Cleves - Elmwood Place - Evendale - Fairfax | - Glendale - Golf Manor - Greenhills - Làng Amberley (Amberley Village) - Lincoln Heights - Lockland | - Mariemont - Newtown - North Bend - Terrace Park - Woodlawn |

### Các xã
| - Anderson - Colerain - Columbia - Crosby - Delhi | - Green - Harrison - Miami - Mill Creek (không còn) | - Springfield - Sycamore - Symmes - Whitewater |

## Lịch sử
Phần lớn Quận Hamilton mới đầu được John Cleves Symmes sở hữu và khảo sát là một phần của Vùng đất mua Symmes (Symmes Purchase). Những người châu Âu đầu tiên đến từ vùng thượng lưu của sông Ohio năm 1788 và thành lập các thị trấn Losantiville (nay là Cincinnati) và Cleves.
Năm 1790, quận Hamilton được tổ chức thành quận thứ hai trong Lãnh thổ Tây Bắc. Lúc đó nó chiếm vào khoản một phần tám của cả diện tích Ohio và có 2.000 dân cư, không kể người bản thổ. Về sau, nhiều quận khác được thành lập trong khu vực khác của quận Hamilton. Quận này mở rộng rất nhanh vào những năm 1830 và 1840 do nhiều nhập cư đến từ Đức và Ireland.
Năm 1863, vào giữa Nội chiến Hoa Kỳ, chuẩn tướng John Hunt Morgan dẫn hàng ngàn kỵ binh sang quận Hamilton trong cuộc Đột kích của Morgan (Morgan's Raid; xem Mặt trận miền Tây).
Quận Hamilton là nơi sinh trưởng của Tổng thống và Chánh án William Howard Taft.

## Nhân khẩu
Theo Thống kê Dân số Hoa Kỳ2 năm 2000, quận có dân số 845.303 người, 346.790 gia hộ, và 212.582 gia đình sống trong quận hạt. Mật độ dân số là 801 người/km² (2.075 người/mi²). Có 373.393 đơn vị nhà ở với mật độ trung bình 354 nhà/km² (917 nhà/mi²). Trong quận này, 72,93% dân số là người da trắng, 23,43% là người da đen hay Mỹ gốc Phi, 0,18% là người Mỹ bản thổ, 1,61% là người gốc Á, 0,03% là người gốc Thái Bình Dương, 0,51% từ các chủng tộc khác, và 1,32% từ hai hoặc nhiều chủng tộc. 1,13% dân số là người Hispanic hay Latino thuộc một chủng tộc nào. (Xem Chủng tộc và dân tộc trong Thống kê Dân số Hoa Kỳ.)
Trong số 346.790 gia hộ ở trong quận có 30,20% hộ có trẻ em dưới 18 tuổi sống chung với họ, 43,40% là đôi vợ chồng sống với nhau, 14,30% có một chủ hộ nữ không có mặt chồng, và 38,70% không phải gia đình. 32,90% gia hộ có cá nhân sống riêng và 10,60% có người sống một mình 65 tuổi trở lên. Cỡ hộ trung bình là 2,38 người, còn cỡ gia đình trung bình là 3,07 người.
Trong quận, 25,80% dân số chưa 18 tuổi, 9,60% từ 18–24 tuổi, 29,70% từ 25–44 tuổi, 21,50% từ 45–64 tuổi, và 13,50% từ 65 tuổi trở lên. Độ tuổi trung bình là 36 năm. Đối với mỗi 100 nữ có 91,10 nam. Đối với mỗi 100 nữ 18 tuổi trở lên, có 86.80 nam.
Thu nhập trung bình của một gia hộ trong quận là 40.964 đô la mỗi năm, và thu nhập trung bình của một gia đình là 53.449 đô la. Phái nam có thu nhập trung bình 39.842 đô la so với 28.550 đô la của phái nữ. Thu nhập bình quân đầu người là 24.053 đô la. Có 8,80% của các gia đình và 11,80% dân số sống dưới mức nghèo khổ, trong đó có 16,20% những người chưa 18 tuổi và 8,70% của những người 65 tuổi trở lên.